# Branimir Kalaica
Branimir Kalaica (Zagreb, 1 de junho de 1998) é um futebolista croata que atua como zagueiro. Atualmente defende o Astana.

## Carreira

### Benfica
No dia 18 de junho de 2016, Branimir Kalaica assinou contrato com o Benfica por seis temporadas. Kalaica saíra do Dínamo Zagreb como jogador livre e ficou com uma cláusula de rescisão de 45 milhões de euros.

## Títulos
SL Benfica
- Campeonato Português: 2016–17
- Taça de Portugal: 2016-17
- Supertaça de Portugal: 2016,  2017